# トラファルガー (漫画)
『トラファルガー』は、青池保子による日本の漫画作品である。秋田書店刊行の『月刊プリンセス』にて、1979年1月号から2月号に掲載された。ナポレオン戦争を舞台に、幼馴染で、敵味方同士となった同士の英仏両海軍の軍人を描く。単行本は、1986年6月に刊行。また、同じ秋田書店から出版された『魔弾の射手』（秋田文庫）と、『ノルウェイブルーの夢』（プリンセスロマンデラックス）にも収められている。作者の青池保子は、この作品を手掛けたのは、何かの本で読んだ「ネルソン提督はマルソーという狙撃手（マスケッティア）に撃たれた」という一行を読んだのがヒントであると、この本のあとがき「海と城」で記している。

## あらすじ
ナポレオン戦争中のイギリス。フランス相手の戦争間近で、町の男たちは強制徴募で駆り出されていた。そんな中、戦列艦「トライトン」号の艦長ユージン・ラドリックは、モンゴメリー伯爵家のレディ・アデレイドから「士官候補生（ミジップマン）」として彼の艦に乗り組む予定の弟リチャードを紹介される。アデレイドは自身の反対を押し切って軍人を志すリチャードを心配して安全な部署にとラドリックに特別待遇を頼むが、ラドリックは海軍はパブリックスクールではないとにべもなくはねつけた。肉親の心情などどうでもいい冷酷な人間だと非難するが、セント・ビンセント卿はラドリックが両親とおば夫婦及び義従兄弟の友人を暴徒に虐殺されたと彼の生い立ちを語って諭すのだった。その後、ラドリックは戦闘で負傷した友人のアーサーから、フランス随一の狙撃手であるマルソー・ニジェールのことを聞かされる。実はそのマルソーこそ、ラドリックのおばの結婚相手の連れ子であった。フランス革命直後、ブローニュのマルソーの家近くで一緒に遊んでいた2人は、蜂起した革命軍に家族を殺される。その時、革命軍の1人に父から買って貰ったばかりの短銃で冷静に狙いをつけたマルソーの姿が、ラドリックの脳裏に甦った。2人はその後、マルソーの家の執事の機転で難を逃れたが、落とした短銃を追ってマルソーは転落して行方不明になってしまい、ラドリックは命からがらイギリスに戻った。
マルソーはナポレオンの命を受け、ネルソンの暗殺者として暗躍していた。一方でフランスとの開戦に備え、早々と海に出たトライトンで新兵たちは軍人としての規律を叩き込まれていた。そんなある夜、ブレスト沖の海上封鎖を破ろうとするフランス艦が1隻、トライトン号に忍び寄って来た。先手を打って攻撃を仕掛けるラドリックだったが、相手艦の兵から狙撃されて左肩を撃たれてしまう。ラドリックを狙ったのは、他ならぬマルソーであった。その艦は封鎖を破って彼方へと消えて行った。

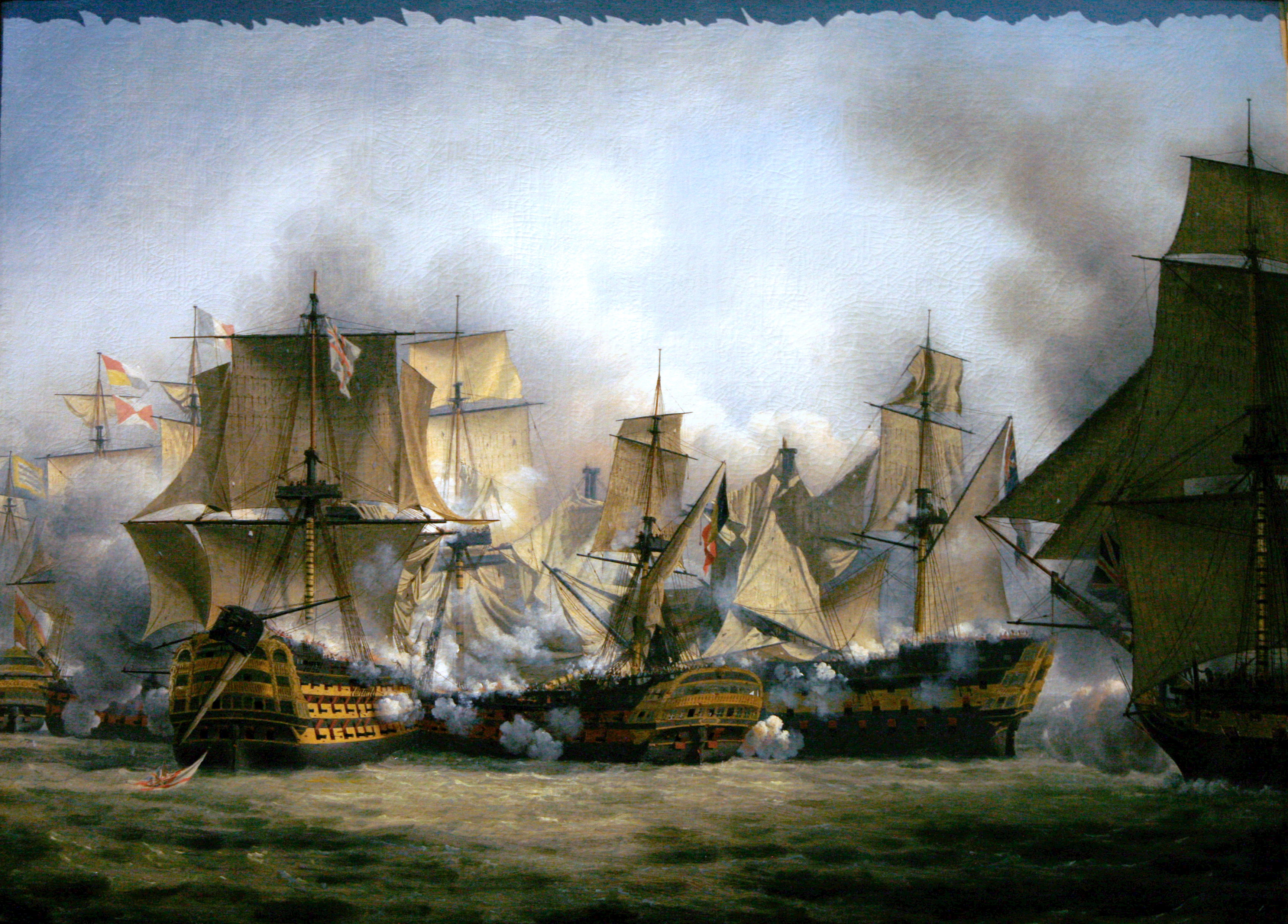
ヴィクトリーと交戦するルドゥタブル（中央、三色旗をつけた艦）

出港から1年が過ぎて、トライトンはイギリスに戻った。すっかり大人びたリチャードをアデレイドが出迎えるが、ラドリックの負傷のことを気遣おうともしない姉にリチャードは苦言を呈する。しかしながら、ラドリックに「ミスタ・モンゴメリー。陸（おか）で君を待っている人々に余計な心配をさせてはならんぞ。待つことでさえつらいのにそれ以上の心の重荷を与えるな。戦場は闘う者だけが知っていればいい世界だ。戦争は私達の仕事だ、軍人だけの義務だ。」と諭され、戦場のことは口にしなかった。その一方で、ラドリックはネルソンから出港要請を受けた後、街角でマルソーと偶然出会う。15年ぶりの再会であったが、ラドリックは自身の左肩を撃ったのがマルソーであることを告げ、マルソーは自身がナポレオンからネルソン暗殺の命を受けていることを明かす。しかし、ネルソンを殺すのは町中でなく海の上でこそと決めているマルソーはラドリックの負傷した方の肩を銃で思い切り殴り、立ち去って行った。
マルソーと自分がもはや幼馴染から完全な敵同士となったことを悟ったラドリックは、ネルソンの要請を受けて彼の艦隊に加わり地中海に赴く。しかし、1805年1月にフランスのヴィルヌーヴ提督率いる艦隊が悪天候をついて封鎖を破り、カディスでスペイン艦隊と合流して地中海へ向かった。一方、ネルソンはジブラルタルに艦を終結させてトラファルガー岬の方へ艦隊を進め、開戦の運びとなった。両軍が準備を進める中で、マルソーは虎視眈々とネルソンを狙う。そしていよいよ戦闘の火ぶたが切られた。両軍の砲撃の中、マルソーはルドゥタブル号のマストの上からヴィクトリー号の隻眼隻腕の将官服をつけた人物（ネルソン）に目を留め、確実に彼を狙って命中させた。それを目にしたラドリックは銃でマルソーを狙うが、マルソーは撃てない短銃をラドリックに向けて撃たれることを望んで撃たれて海へと落下して行った。
海戦で吹き飛ばされた大砲の下敷きになり右足を失ったリチャードを見舞いに行ったラドリックをアデレイドは弟の人生を台無しにした張本人だと非難して追い返してしまう。アデレイドは弟を退役させて、田舎で静かに暮らすことを望んでいた。しかし、義足をつけたリチャードはラドリックの元を訪れ、歩けるようになれば、また艦に乗せて欲しいと懇願するのだった。

## 登場人物
ユージン・ラドリック
イギリス海軍中佐でトライトン号艦長。ネルソン艦隊の一員として、トラファルガーの海戦に参戦するが、その前に15年ぶりに再会した幼馴染のマルソーからネルソンの命を狙っていることを聞かされ、ネルソンを守る決意を固める。
幼い頃、フランス革命勃発により両親とおば夫婦を虐殺されて失い、義従兄弟のマルソーは行方不明になるという悲劇に見舞われる。やがてマルソーとは敵同士となって再会する。
マルソー・ニジェール
フランス軍の狙撃兵。ラドリックとは幼馴染の義従兄弟だが、フランス革命の混乱で離れ離れになり、全く違った立場で15年後に再会する。ナポレオンからネルソン暗殺の命を受け、トラファルガーの海戦でその役目を果たす。
リチャード・モンゴメリー
トライトン号のミジップマン。姉アデレイドの反対を押し切って海軍に入り、慣れない生活に戸惑いつつも軍人として成長する。トラファルガーの海戦で右足を失うが、単身ラドリックのもとを訪れて軍への復帰を誓う。
レディ・アデレイド・モンゴメリー
モンゴメリー伯爵の娘でリチャードの姉。視野が非常に狭いため、自身とその周囲しか見えない。リチャードの身の安全を常に気にかけて海軍入隊に反対するが、入隊後に軍人として逞しくなった弟に驚く。リチャードがラドリックに挨拶した夜、弟可愛さに安全な部署にしてくれれば便宜を図ると懇願するが、それを退けたラドリックを大切な人間を失ったことのない冷酷な人間だと非難した。しかし、ラドリックがフランス革命で家族を失った過去を教えられ、自身の過ちをたしなめられる。リチャード以外の家族については不明。
トラファルガーの海戦でリチャードが右足を失ったのはラドリックの所為だと一方的に非難し、リチャードを田舎に連れて静かに2人で暮らそうとするもラドリックを尊敬するリチャードに拒絶される。
ホレーショ・ネルソン
イギリス海軍提督。エマ・ハミルトンと浮名を流しつつも海軍戦術に優れ、トラファルガーの海戦で艦隊を率いて勝利を収めるが、戦闘のさなかに何者かから銃撃されて戦死する。
エマ・ハミルトン
人妻であり、ネルソン提督の愛人。
アーサー
負傷して帰国していた軍人。ラドリックの友人であり、自身の負傷の原因である狙撃手は彼の幼馴染の友人マルソーであると告げた。

## 単行本
- 青池保子『トラファルガー』秋田書店〈豪華版シリーズ〉、全1巻
  1. 1986年6月13日発売 ISBN 4-253-09967-X
- 青池保子『魔弾の射手』秋田書店〈秋田文庫〉
  1. 2000年1月11日発売 ISBN 4-253-17483-3
- 青池保子『ノルウェイブルーの夢』秋田書店〈プリンセスロマンデラックス〉
  1. 1982年発売